# Khuất Nguyên (khu quản lý)
Khu quản lý Khuất Nguyên (chữ Hán giản thể: 屈原管理区, âm Hán Việt: Khuất Nguyên Quản lý khu) là một khu hoạt lý hành chính cấp huyện thuộc địa cấp thị Nhạc Dương, tỉnh Hồ Nam, Cộng hòa Nhân dân Trung Hoa. Khu này có diện tích 218 ki-lô-mét vuông, dân số 200.000 người. Khu này được chia thanh 2 trấn, 3 hương và 1 xã khu.
- Trấn: Doanh Điền, Hà Thị.
- Hương: Hoàng Kim, Phượng Hoàng, Cầm Kỳ.
- Xã khu: Biên Sơn.